# Evansville (Indiana)
Evansville [ˈɛvənsvɪl] ist eine City in Indiana in den Vereinigten Staaten.
Die Einwohnerzahl betrug 119.477 (2010 Zensus); mit Vororten beträgt die Einwohnerzahl 315.948. Evansville ist die drittgrößte Stadt in Indiana, hinter Indianapolis und Fort Wayne. Sie ist Hauptort des Vanderburgh County.
Die Stadt liegt am Nordufer des Ohio Rivers, welcher die Südgrenze des Staates Indiana bildet. Evansville ist ein regionaler Verkehrsknotenpunkt, vor allem wegen seiner Nähe zu den Staaten Kentucky und Illinois.

## Geschichte
Evansville wurde 1817 gegründet und wurde bald wegen seines Hafens am Ohio River zum Handelszentrum. 1932 wurde die erste Brücke über den Ohio River errichtet, welche Evansville mit Henderson in Kentucky verbindet. Heute ist Evansville das kulturelle und wirtschaftliche Zentrum des südlichen Indianas.
Sehenswürdigkeiten in Evansville sind das Casino Aztar (ein Boot mit einem Casino an Bord), das Herbstfest (zweitgrößtes Straßenfest der USA) und der lokale Mesker Park Zoo.
Evansville ist Sitz des Bistums Evansville.

### Einwohnerentwicklung
| Jahr | Einwohner¹ |
| ---- | ---------- |
| 1980 | 130.496    |
| 1990 | 126.272    |
| 2000 | 121.582    |
| 2010 | 117.429    |
| 2020 | 117.298    |

¹ 1980–2020: Volkszählungsergebnisse

## Städtefreundschaften
- Osnabrück in Deutschland, seit 1991

## Bildung
Evansville hat zwei größere Universitäten: Die University of Evansville und die University of Southern Indiana.
Zudem gibt es eine Reihe von High Schools.
| Name                       | Typ          | Schüler |
| -------------------------- | ------------ | ------- |
| North High School          | Öffentlich   | 1515    |
| Harrison High School       | Öffentlich   | 1455    |
| FJ Reitz High School       | Öffentlich   | 1352    |
| Central High School        | Öffentlich   | 1347    |
| Benjamin Bosse High School | Öffentlich   | 873     |
| Reitz Memorial High School | Kath./Privat | 864     |
| Mater Dei High School      | Kath./Privat | 638     |
| Signature School           | Charter      | 336     |

## Söhne und Töchter der Stadt
- George Washington McCrary (1835–1890), Politiker
- John W. Foster (1836–1917), Politiker
- Lafayette Lane (1842–1896), Politiker
- John H. Foster (1862–1917), Politiker
- Henry S. Johnston (1867–1965), Politiker
- Emmanuel Boleslaus Ledvina (1868–1952), römisch-katholischer Geistlicher, Bischof von Corpus Christi
- Edwin Denby (1870–1929), Politiker
- Myrtle Hart (1877–1966), Harfenistin
- Louise Dresser (1878–1965), Schauspielerin
- Frank Kramer (1880–1958), Radrennfahrer
- Cora Barbara Hennel (1886–1947), Mathematikerin und Hochschullehrerin
- John W. Boehne junior (1895–1973), Politiker
- Elbert Frank Cox (1895–1969), Mathematiker und Hochschullehrer
- Winfield K. Denton (1896–1971), Politiker
- Marilyn Miller (1898–1936), Musicalsängerin und Stepptänzerin
- Fred Rose (1898–1954), Musiker
- Paul Osborn (1901–1988), Dramatiker und Drehbuchautor
- Jack Weil (1901–2008), Gründer und CEO der Firma Rockmount Ranch Wear
- Sidney Catlett (1910–1951), Schlagzeuger
- Charles Hornbostel (1911–1989), Mittelstreckenläufer
- Robert Dunkerson Orr (1917–2004), Politiker und der 45. Gouverneur von Indiana
- Paul Edward Waldschmidt (1920–1994), römisch-katholischer Weihbischof in Portland in Oregon
- Milton J. Husky (1922–1970), Soldat und Politiker
- Margaret K. Butler (1924–2013), Mathematikerin
- David A. Hamburg (1925–2019), Psychiater und Konfliktforscher
- Joe Hinton (1929–1968), Soul- und Rhythm-and-Blues-Sänger
- Roger Pemberton (1930–2021), Jazzmusiker
- Bert Wilson (1939–2013), Jazzmusiker
- Geno Washington (* 1943), britischer Musiker
- Timmy Thomas (1944–2022), R&B-Sänger, Keyboardspieler, Komponist und Musikproduzent
- Barbara D. Underwood (* 1944), Juristin, Hochschullehrerin und United States Solicitor General
- Ron Glass (1945–2016), Schauspieler
- Bob Griese (* 1945), Footballspieler
- David Emge (1946–2024), Schauspieler
- Raymond Geuss (* 1946), Hochschullehrer
- Stefan Scaggiari (* 1947), Jazzmusiker
- Avery Brooks (* 1948), Schauspieler
- Steve Rudolph (* 1949), Jazzmusiker
- David Horsey (* 1951), politischer Karikaturist und Kolumnist
- Suzanne Crouch (* 1952), Politikerin
- Curt Gielow (* 1954), Politiker
- John Hostettler (* 1961), Politiker
- Don Mattingly (* 1961), Baseballspieler
- Andy Timmons (* 1963), Musiker
- Tom Johnson (* 1964), Boxer
- Jennifer Rardin (1965–2010), Fantasy-Autorin
- Michael Michele (* 1966), Schauspielerin
- Luke Messer (* 1969), Politiker
- Calbert Cheaney (* 1971), Basketballspieler und -trainer
- Ashia Hansen (* 1971), britische Leichtathletin
- Jace Everett (* 1972), Countrysänger
- Todd Duffee (* 1985), MMA-Kämpfer
- Amber Brooks (* 1991), Fußballspielerin
- Kenna James (* 1995), Pornodarstellerin
- Dylan Minnette (* 1996), Schauspieler
- Lilly King (* 1997), Schwimmerin

## Klimatabelle
|                       | Jan  | Feb  | Mär   | Apr   | Mai   | Jun  | Jul   | Aug  | Sep  | Okt  | Nov  | Dez  |   |         |
| Mittl. Tagesmax. (°C) | 3,8  | 6,5  | 13,3  | 19,7  | 24,9  | 30,1 | 31,7  | 30,7 | 27,1 | 20,9 | 13,3 | 6,4  | ⌀ | 19,1    |
| Mittl. Tagesmin. (°C) | −6,0 | −3,9 | 2,1   | 7,2   | 12,3  | 17,4 | 19,7  | 18,3 | 14,2 | 7,1  | 2,5  | −2,9 | ⌀ | 7,4     |
|                       |      |      |       |       |       |      |       |      |      |      |      |      |   |         |
| Niederschlag (mm)     | 67,6 | 79,2 | 119,6 | 102,1 | 120,6 | 88,6 | 102,6 | 79,0 | 75,4 | 72,9 | 94,7 | 93,2 | Σ | 1.095,5 |
|                       |      |      |       |       |       |      |       |      |      |      |      |      |   |         |
| Regentage (d)         | 6,8  | 7,4  | 9,9   | 9,0   | 9,0   | 7,6  | 7,6   | 6,0  | 6,0  | 6,0  | 7,8  | 8,6  | Σ | 91,7    |

| −6,0 |

| −3,9 |

| 2,1 |

| 7,2 |

| 12,3 |

| 17,4 |

| 19,7 |

| 18,3 |

| 14,2 |

| 7,1 |

| 2,5 |

| −2,9 |

| −6,0 |

| −3,9 |

| 2,1 |

| 7,2 |

| 12,3 |

| 17,4 |

| 19,7 |

| 18,3 |

| 14,2 |

| 7,1 |

| 2,5 |

| −2,9 |